# Coordinació de seguretat i salut
El coordinador/a en matèria de seguretat i salut és l’agent que té la missió d’aconseguir que tots els intervinents que participen en el desenvolupament d’una obra de construcció, ja sigui durant la fase de redacció del projecte, com a la fase d’execució, posin de manera concertada tots els recursos necessaris per tal d’aplicar els principis de l’acció preventiva per tal de vetllar per la seguretat i la salut de les persones.
Aquest perfil professional va néixer per a reduir l'alta sinistralitat en el sector de la construcció mitjançant la prevenció.

## Història

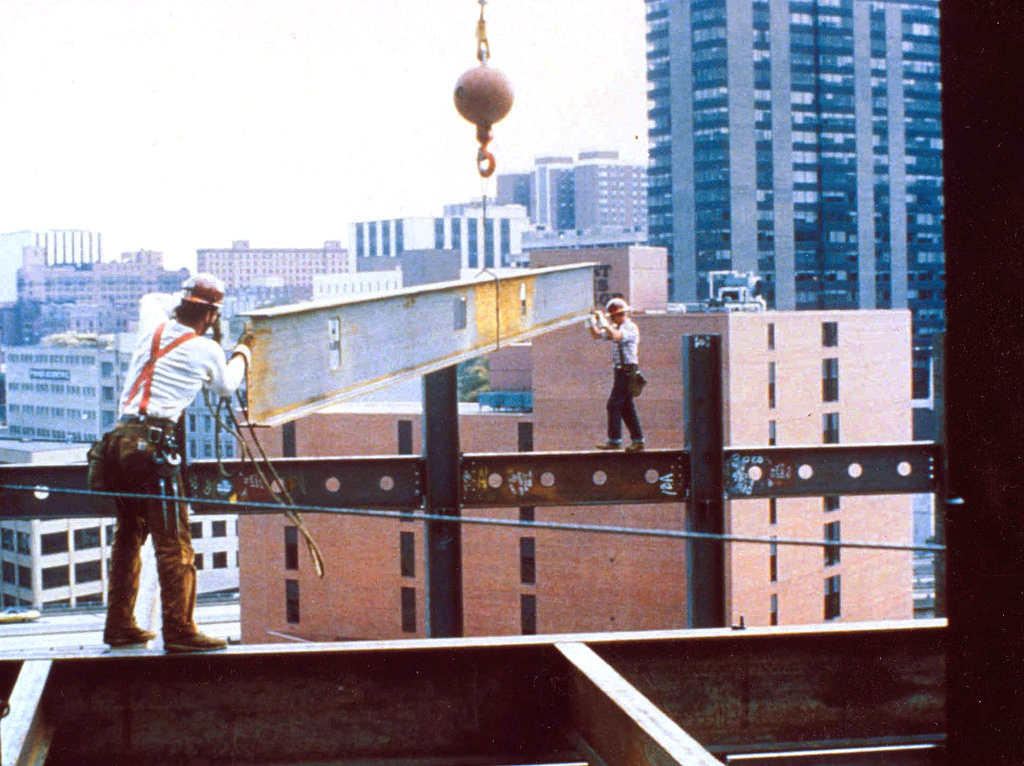
Treballs en edificació

La coordinació de seguretat i salut a la construcció té el seu origen en la Directiva 92/57/CEE, de 24 de juny, relativa a les disposicions mínimes de seguretat i salut que han d'aplicar-se en les obres de construcció fixes o mòbils, aprovada pel Consell de la Unió Europea al 1992.
Aquesta va ser la vuitena directiva especifica que desenvolupava el Consell d'Europa per a promoure la millora de la seguretat i salut dels treballadors en el treball (Directiva Marc), i el punt de partida cel nou enfocament de la seguretat i salut dels treballadors. Amb ella es va passar de lluitar contral els accidents i les malaties professionals amb les armes de la protecció, a fer-ho des de la prevenció. D'aquesta forma es busca anar a l'arrel del problema dels accidents, identificar els riscos, avaular-los i propossar messures per eliminar-los o, en tot cas, reduir-los, en el seu origen.
El cami per aprovar de manera consensuada aquest text, com passa amb totes les directives europees, va ser llarg i ple d'entrebancs. Va durar més de 9 anys. En aquest procés hi va haver un home clau que va ser el Sr. Pierre Lorent, enginyer de la construcció belga, expert en seguretat i salut, el qual va actuar com a consultor de la Comissió Europea, durant la seva elaboració. De fet se'l considera "el pare" de la Directiva, degut a l'informe que va elaborar.

### Informe Lorent
L'any 1990, la Comissió Europea va fer públic l'anomenat "informe Lorent", en el que s'analitzava l'impacte que el projecte de directiva de messures de seguretat i salut en la construcció podia representar per al sector.

## Designació
El promotor d'un obra de construcció és l’agent que està obligat a designar al coordinador de seguretat i salut quan:
- en l’elaboració del projecte d’obra intervinguin diversos projectistes, el promotor designarà un coordinador en matèria de seguretat i salut durant l’elaboració del projecte.
- en l’execució de l’obra intervingui més d’una empresa, o una empresa i treballadors autònoms o diversos treballadors autònoms, el promotor, abans de l’inici de les feines o tan aviat com es constati aquesta circumstància, ha de designar un coordinador en matèria de seguretat i salut durant l’execució de l’obra[4]

En les obres de rehabilitació i manteniment, en les que no es necessari un projecte també es necessari designar un coordinador de seguretat i salut.

## Funcions del coordinador

### Funcions del coordinador en fase de projecte
El Reial Decret 1627/1997 de 24 d’octubre sobre disposicions mínimes de seguretat i salut a les obres de construcció, no disposa d’un article concret on s'indiquin quines són les funcions del coordinador de seguretat i salut en fase de projecte, però si desgranem les referències del Reial Decret en relació al coordinador de seguretat i salut durant l’elaboració del projecte, poden destacar-ne les següents funcions:
- Coordinar l’aplicació dels principis generals de prevenció en matèria de seguretat i salut, de conformitat amb l’article 15 de la Llei de Prevenció de Riscos Laborals durant les fases de concepció, estudi i elaboració del projecte d’obra, en particular:
- En prendre les decisions constructives, tècniques i d’organització amb la finalitat de planificar els diferents treballs o fases de treball que es desenvolupin de forma simultània o successivament.
- A l’estimar la durada necessària per a l’execució de diferents treballs o fases de treball

- Així mateix, ha de tenir en compte durant la fase de concepció, estudi i elaboració de projecte, cada vegada que sigui necessari, qualsevol estudi o estudi bàsic de seguretat i salut així com les previsions i informacions útils a que es refereixens els articles 5.6 i 6.3.
1. Article 5.6 i 6.3: “En tot cas, l’estudi de seguretat i salut o l’estudi bàsic de seguretat i salut contemplarà també les previsions i informacions útils per a efectuar en el seu dia, en les degudes condicions de seguretat i salut, i els previsibles treballs posteriors.”

- Elaborar o fer que s'elabori sota la seva responsabilitat l’estudi o estudi bàsic de seguretat i salut.

### Funcions del coordinador en fase de construcció
Les funcions de la coordinació en matèria de seguretat i salut en les obres de construcció s'estableixen en l’article 9 del RD 1627/1997, havent de desenvolupar les següents:
a) Coordinar l’aplicació dels principis generals de prevenció i de seguretat:
- En prendre les decisions tècniques i d’organització per planificar els diferents treballs o fases de treball que s'han de desenvolupar simultàniament o successivament.

- En estimar la durada requerida per a l’execució d’aquests diferents treballs o fases de treball.

b) Coordinar les activitats de l’obra per garantir que els contractistes i, si escau, els subcontractistes i els treballadors autònoms apliquin de manera coherent i responsable els principis de l’acció preventiva que recull l’article 15 de la Llei de prevenció Riscos laborals durant l’execució de l’obra i, en particular, en les tasques o activitats a què fa referència l’article 10 d’aquest Reial Decret.
c) Aprovar el pla de seguretat i salut elaborat pel contractista i, si escau, les modificacions introduïdes en aquest. Conformement al que disposa l’últim paràgraf de l’apartat 2 de l’article 7, del RD1627/1997, la direcció facultativa assumirà aquesta funció quan no sigui necessària la designació de coordinador.
d) Organitzar la coordinació d’activitats empresarials prevista a l’article 24 de la Llei de Prevenció de Riscos Laborals.
e) Coordinar les accions i les funcions de control de l’aplicació correcta dels mètodes de treball.
f) Adoptar les mesures necessàries perquè només les persones autoritzades puguin accedir a l’obra. La direcció facultativa assumirà aquesta funció quan no calgui la designació de coordinador.

## Titulacions acadèmiques habilitants
Les titulacions acadèmiques i professionals habilitants per exercir la funció de coordinador de seguretat i salut en obres d'edificació, durant l'elaboració del projecte i l'execució de l'obra, seran les d'arquitecte, arquitecte tècnic, enginyer o enginyer tècnic, d'acord amb els seus competències i especialitats.

## Certificació professional
Més enllà de la titulació habilitant per a exercir la funció de coordinador de seguretat i salut i de la mateixa forma que passa amb altres perfils professionals, hi ha certificacions professionals que mitjançant un procés rigorós, objectiu, imparcial i ajustat a les principals normatives de control, atorguen certificats que acrediten l'experiència, la formació, la competència i el nivell de professionalitat de la persona que ho ostenta.
La certificació professional és la manera de reconèixer la capacitat i la competència d'un professional. A España hi ha organismes certificadors com l'Agència de Certificació Professional (ACP), que està acreditada per ENAC i disposa de l'esquema per a certificar els coordinadors de seguretat en edificació.

## Premis
Des de l'any 2004, s'organitza a Catalunya els Premis Catalunya Construcció.El seu objectiu és el de fer un reconeixement públic a les persones que exerceixen les principals funcions professionals relacionades amb l’execució de les obres de construcció, mitjançant la distinció de persones, individualment o en equip, per la seva actuació professional o empresarial amb relació a una obra de referència. Es premien 9 categories professionals, essent una d'aquestes la coordinació de seguretat i salut.
1. Direcció de l’Execució i Gestió de l’Obra
2. Direcció Integrada de Projecte
3. Coordinació de Seguretat i Salut
4. Innovació en la Construcció
5. Rehabilitació Patrimonial
6. Rehabilitació Funcional
7. Rehabilitació Energètica
8. Treball Final de Grau
9. Premi Especial a la Trajectòria Professional

Aquests premis són organitzats pel Col·legi de l'Arquitectura Tècnica de Barcelona, amb el suport del Consell de l’Arquitectura Tècnica de Catalunya i l’Arquinfad.